# Zeppotron
Zeppotron é uma empresa de produção de conteúdo para televisão, internet, rádio e dispositivos móveis. Foi formada em 2000 por uma série de escritores do The 11 O'Clock Show no Channel 4, dentre eles Ben Caudell, Peter Holmes, Neil Webster. A empresa faz parte da Endemol UK.
Em 2012, a então diretora da empresa, Annabel Jones, deixou o cargo de direção para focar, junto com Charlie Brooker (cofundador da empresa), na produção de scripts. Assumiram o cargo de direção o também cofundador Peter Holmes e Ruth Phillips.
Na ocasião, Philips disse que o sucesso da empresa se baseia em "ideias que nos excitam, produtores meticulosos e os melhores talentos nas telas." Holmes completou dizendo que "com estes princípios em mente, nós queremos expandir nosso quadro de ideias com qualidade em entretenimento formatado e comédia de script."

## Lista de programas
- 10 O'Clock Live
- 8 Out of 10 Cats
- A Touch of Cloth
- Black Mirror
- CelebAir
- Charlie Brooker's Gameswipe
- Charlie Brooker's Screenwipe
- Charlie Brooker's Weekly Wipe
- Dead Set
- FAQ U
- How TV Ruined Your Life
- Nathan Barley
- Newswipe with Charlie Brooker
- Odd One In
- Popatron
- Space Cadets
- Spoons
- TVGoHome
- The Law Of The Playground
- The People's Book of Records
- The Wall
- Unnovations
- Would I Lie To You
- You Have Been Watching